# 서운고등학교
서운고등학교(瑞雲高等學校)는 대한민국 인천광역시 계양구 서운동에 위치한 고등학교이다.

## 학교 연혁
- 2001년 12월 31일 : 학교 설립인가(39학급)
- 2002년 3월 1일 : 개교, 윤낙영 초대 교장 취임
- 2002년 3월 5일 : 제1회 입학식(13학급 453명)
- 2005년 2월 16일 : 제1회 졸업식(12학급 402명)
- 2024년 2월 7일 : 제20회 졸업식(7학급 168명, 연인원 6,520명)
- 2024년 3월 1일 : 제10대 이상원 교장 취임
- 2024년 3월 4일 : 제23회 입학식(7학급 203명)

## 참고 자료
- 서운고등학교 - 한국교육학술정보원 학교알리미